# Molophilus (Molophilus) amieuensis
Molophilus (Molophilus) amieuensis is een tweevleugelige uit de familie steltmuggen (Limoniidae). De soort komt voor in het Australaziatisch gebied.